# Saveli Moiseevici Zeidenberg
Saveli Moiseevici Zeidenberg (în rusă: Савелий Моисеевич Зейденберг) (1862-1942) a fost un pictor rus.
Saveli Moiseevici Zeidenberg s-a născut la 28 aprilie 1862 la Berdicev. A studiat pictura la Academia de Arte Plastice din Sankt Petersburg pe care a absolvit-o în 1891, prezentând pentru absolvire tablourile "Iosif vândut de frații săi" și "Moise primind Tablele Legii".
A activat în cadrul cercului artistic înființat la Sankt Petersburg de Arhip Ivanovici Kuindji. A obținut premii la diferite expoziții din Rusia, printre care o medalie de aur în 1890 pentru tabloul "Sfântul Petru vindecând un olog". În perioada următoare a prezentat în expoziții diferite tablouri ilustrând viața populației evreiești din orașele de provincie ale Rusiei.
În 1891 a fost numit profesor de istoria artei.